# Skośnica
Skośnica (także Przekop Klucz-Ustowo) – struga, kanał wodny o długości 2,7 km, łączy Odrę Zachodnią w km 29,8 z Odrą Wschodnią w 730,5 km. Śródlądowa droga wodna o znaczeniu międzynarodowym, klasa Vb. Jeden z cieków Międzyodrza.
Nazwę Skośnica wprowadzono urzędowo rozporządzeniem w 1949 roku, zastępując poprzednią niemiecką nazwę Querfahrt.